# Gera (tỉnh)
Bezirk Gera là một tỉnh (Bezirk) của Cộng hòa Dân chủ Đức. Trụ sở và thành phố chính là Gera.

## Lịch sử
Cùng với 13 tỉnh khác, tỉnh Gera được thành lập vào ngày 25 tháng 7 năm 1952, thay thế các bang cũ của Đức. Sau ngày 3 tháng 10 năm 1990, tỉnh bị bãi bỏ trong giai đoạn tái thống nhất nước Đức, trở thành một phần của bang Thüringen.

## Địa lý

### Vị trí
Bezirk Gera giáp với các Bezirke Suhl, Erfurt, Halle, Gera và Karl-Marx-Stadt, cũng như với Cộng hòa Liên bang Đức.

### Phân cấp
Bezirk được chia thành 13 kreise: 2 quận (Stadtkreise) và 11 huyện (Landkreise): 
- Quận: Gera; Jena.
- Huyện: Eisenberg; Gera-Land; Greiz; Jena-Land; Lobenstein; Pößneck; Rudolstadt; Saalfeld; Schleiz; Stadtroda; Zeulenroda.